# Tigerair Taiwan
Tigerair Taiwan ( chino: 臺灣虎航; pinyín: Táiwān HuHáng) es una aerolínea de bajo costo taiwanesa con sede en el Aeropuerto Internacional de Taiwán Taoyuan. Se creó como una empresa conjunta entre el Grupo China Airlines (80%), Mandarin Airlines (10%) y Tiger Airways Holdings (10%). En 2017, China Airlines adquirió el 10% de las acciones en poder de Budget Aviation Holdings después de que Tigerair Singapur se fusionara con Scoot. Tigerair Taiwan es la única LCC de Taiwán tras el colapso de TransAsia Airways y V Air en 2016 y también la única aerolínea que quedaba con la marca Tigerair, después de que Tigerair Australia cesara sus operaciones en marzo de 2020.

## Historia
Taiwán fue uno de los mercados importantes de Asia que más tardó en disponer de una aerolínea de bajo coste (LCC). A principios de 2013, China Airlines y TransAsia Airways se convirtieron en las primeras aerolíneas taiwanesas en expresar interés en formar una LCC. La reducción adicional de las barreras de entrada por parte de la Administración de Aeronáutica Civil favoreció la creación de la compañía.
En octubre de 2013, China Airlines el presidente Sun Hung-Hsiang anunció que la aerolínea estaba en conversaciones con una LCC extranjera para iniciar una LCC con sede en Taiwán. La asociación se hizo pública en diciembre de 2013 cuando China Airlines creó una nueva empresa conjunta con la aerolínea de bajo costo de Singapur Tiger Airways y fue llamada Tigerair Taiwan. Como parte del acuerdo, China Airlines tendría una participación del 90 por ciento en la nueva aerolínea y Tiger Airways Holdings poseería el otro 10 por ciento. En marzo de 2014, la filial de China Airlines, Mandarin Airlines, adquirió más del 10% de la participación de su empresa matriz en Tigerair Taiwan.
En septiembre de 2014, Tigerair Taiwan recibió un Certificado de Operador Aéreo de la Administración de Aeronáutica Civil. Luego, la aerolínea inició operaciones el 26 de septiembre de 2014, con el primer vuelo desde el Aeropuerto Internacional de Taiwán Taoyuan hacia el Aeropuerto Internacional de Singapur.

## Destinos
Tigerair Taiwan tiene rutas en los siguientes destinos asiáticos:
| País / región | Ciudad            | Aeropuerto                                  | Notas   | Referencias  |
| ------------- | ----------------- | ------------------------------------------- | ------- | ------------ |
| Japón         | Akita             | Aeropuerto de Akita                         |         | [ 3 ] [ 4 ]  |
| Japón         | Asahikawa         | Aeropuerto de Asahikawa                     |         | [ 3 ]        |
| Japón         | Fukuoka           | Aeropuerto de Fukuoka                       |         | [ 3 ] [ 5 ]  |
| Japón         | Fukushima         | Aeropuerto de Fukushima                     |         | [ 3 ]        |
| Japón         | Hakodate          | Aeropuerto de Hakodate                      |         | [ 3 ]        |
| Japón         | Hanamaki          | Aeropuerto de Hanamaki                      |         | [ 3 ]        |
| Japón         | Ibaraki           | Aeropuerto de Ibaraki                       |         | [ 3 ]        |
| Japón         | Komatsu           | Aeropuerto de Komatsu                       |         | [ 3 ]        |
| Japón         | Kōchi             | Aeropuerto de Kōchi Ryōma                   |         | [ 3 ]        |
| Japón         | Miyazaki          | Aeropuerto de Miyazaki                      |         | [ 6 ]        |
| Japón         | Nagoya            | Aeropuerto Internacional Chūbu Centrair     |         | [ 3 ] [ 5 ]  |
| Japón         | Naha              | Aeropuerto de Naha                          |         | [ 3 ] [ 7 ]  |
| Japón         | Niigata           | Aeropuerto de Niigata                       |         | [ 8 ] [ 9 ]  |
| Japón         | Okayama           | Aeropuerto de Okayama                       |         | [ 3 ] [ 10 ] |
| Japón         | Osaka             | Aeropuerto Internacional de Kansai          |         | [ 3 ] [ 11 ] |
| Japón         | Saga              | Aeropuerto de Saga                          |         | [ 3 ]        |
| Japón         | Sapporo           | Nuevo Aeropuerto de Chitose                 |         | [ 3 ]        |
| Japón         | Sendai            | Aeropuerto de Sendai                        |         | [ 3 ] [ 12 ] |
| Japón         | Tokio             | Aeropuerto Internacional de Haneda          |         | [ 3 ] [ 13 ] |
| Japón         | Tokio             | Aeropuerto Internacional de Narita          |         | [ 3 ] [ 14 ] |
| Macao         | Macao             | Aeropuerto Internacional de Macao           |         | [ 3 ]        |
| Filipinas     | Provincia de Cebú | Aeropuerto Internacional de Mactán-Cebú     |         | [ 15 ]       |
| Filipinas     | Calivo            | Aeropuerto Internacional de Calivo          | Charter | [ 3 ]        |
| Filipinas     | Puerto Princesa   | Aeropuerto Internacional de Puerto Princesa | Charter | [ 3 ] [ 16 ] |
| Corea del Sur | Busan             | Aeropuerto Internacional de Gimhae          |         | [ 3 ] [ 17 ] |
| Corea del Sur | Daegu             | Aeropuerto Internacional de Daegu           |         | [ 3 ] [ 18 ] |
| Corea del Sur | Jeju              | Aeropuerto Internacional de Jeju            |         | [ 3 ] [ 19 ] |
| Corea del Sur | Seoul             | Aeropuerto Internacional de Gimpo           |         | [ 3 ] [ 20 ] |
| Corea del Sur | Seoul             | Aeropuerto Internacional de Incheon         |         | [ 3 ]        |
| Taiwán        | Kaohsiung         | Aeropuerto Internacional de Kaohsiung       |         | [ 3 ]        |
| Taiwán        | Taichung          | Aeropuerto de Taichung                      |         | [ 3 ]        |
| Taiwán        | Taipei            | Aeropuerto Internacional de Taiwán Taoyuan  |         | [ 3 ] [ 21 ] |
| Tailandia     | Bangkok           | Aeropuerto Internacional Don Mueang         |         | [ 3 ]        |
| Tailandia     | Phuket            | Aeropuerto Internacional de Phuket          |         | [ 22 ]       |
| Vietnam       | Da Nang           | Aeropuerto Internacional de Đà Nẵng         |         | [ 23 ]       |
| Vietnam       | Phu Quoc          | Aeropuerto Internacional de Phú Quốc        |         | [ 3 ]        |

### Acuerdos
Tigerair Taiwan tiene acuerdos de código compartido con las siguientes aerolíneas:
- T'way Air

## Flota

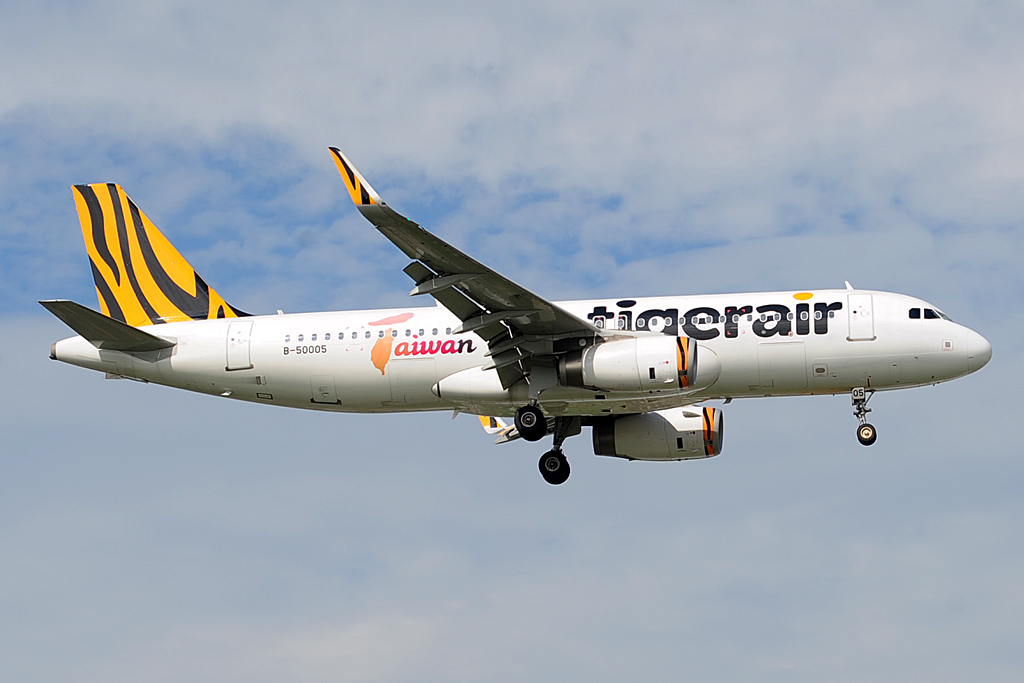
Airbus A320-200 de Tigerair Taiwan.

Desde febrero de 2024, Tigerair Taiwan opera los siguientes aviones:
| Aeronave        | Flota | Órdenes | Pasajeros | Notas |
| --------------- | ----- | ------- | --------- | ----- |
| Airbus A320-200 | 9     | —       | 180       |       |
| Airbus A320neo  | 6     | 10      | 180       |       |
| Total           | 15    | 10      |           |       |

### Características
Todos los aviones de Tigerair Taiwan llevan la imagen del grupo Tigerair y tienen la palabra "Taiwán" pintada en la parte trasera del fuselaje. La aerolínea es la primera aerolínea internacional en tener la palabra 'Taiwan' como parte de una letra corporativa o un nombre de compañía.